# Ernst Frederik von Walterstorff
Ernst Frederik greve von Waltersdorff (1. april 1755 i Tønder – 13. oktober 1820 i Paris) var en dansk generalguvernør, diplomat og teaterchef.

## Generalguvernør
Han var søn af major i kavalleriet Christian von Waltersdorff. (18. juni 1725 – 1. januar 1801) og Barbara Maria f. Munthe (24. august 1727 – 6. maj 1802), eneste datter af oberst Geert Munthe og Kirstine f. von Unger. Han blev 1771 landkadet, 1773 page; forlod Kadetkompagniet 1774 for at blive ved hoffet og bestemte sig derpå for den studerende vej, blev i januar 1777 indskrevet som student ved Københavns Universitet og tog endnu samme måned latinsk-juridisk eksamen, hvorefter han blev auskultant i Generaltoldkammeret. 1778 blev han udnævnt til medlem af regeringsrådet i Vestindien cum voto deliberativo i 3 år. 1780-86 var han tillige landsdommer på St. Croix. Allerede 1782 blev han kammerherre, og året efter fik han en større sum af Fonden ad usus publicos efter en vidtløftig fremstilling af sine rejser i Vestindien og England til fordel for Danmarks handel. 1785 avancerede han til viceguvernør og 1787 til generalguvernør over De dansk-vestindiske Øer, 1790 fik han generalmajors rang.

## Teaterdirektør
Efter at have taget sin afsked og foretaget en rejse i Nordamerika, der gav ham stof til en afhandling i Minerva for 1795 om «det sande Forbedringshus», vendte han 1796 tilbage til Danmark og blev samme år udnævnt til første direktør ved Generalpostamtet, 1797 tillige til medlem af Postpensionskassens direktion og til første direktør ved Det Kongelige Teater, hvor digteren Jens Baggesen samtidig blev hans meddirektør. Han benyttedes i disse år også til diplomatiske sendelser, således i december 1797 til Stockholm for at lykønske Gustav IV til hans formæling. Som postembedsmand har Waltersdorff fortjenesten af at have indført diligencebefordringen i Danmark efter i 1798 i Philadelphia at have indkøbt en stagecoach eller diligence som model.

## Englandskrigene
Krigen med England greb i det næste tiår stærkt ind i Waltersdorffs liv. Efter slaget på Reden blev han, som måneden i forvejen var blevet chef for nordre sjællandske Landeværnsregiments 4. bataljon, tillige med Hans Lindholm udvalgt til at føre forhandlingerne med Nelson om våbenstilstanden, og samme efterår udsendtes han som første kommissarius og øverstbefalende atter til De vestindiske Øer, der imidlertid var blevet erobret af englænderne, og hvis guvernør, Wilhelm Anton Lindemann, var død under okkupationen. Den 16. februar 1802 modtog han øerne tilbage fra englænderne, og årsdagen efter afløstes han af guvernør Balthazar Frederik von Mühlenfels. Efter hjemkomsten overtog han atter sine embeder i Generalpostamtet og som chef for det nordre sjællandske Landeværnsregiment. I 1807 deltog han i denne egenskab i Københavns forsvar, og han fik tillige med admiral Otto Lütken og major Johan Hieronymus Kirchhoff det sørgelige hverv under Københavns bombardement at forhandle med englænderne om den danske flådes udlevering og at underskrive kapitulationen. Da Frederik VI kom tilbage fra Holsten, rettedes ansvaret for denne katastrofe bl.a. mod Waltersdorff, som blev arresteret og stillet for en overkrigskommission, der i sin dom af november 1808 udtalte, at Waltersdorff ved et udfald, 20. august, ikke havde iagttaget tilbørlig konduite (hvilket dog blev anset som afsonet ved hans arrest), men i øvrigt som underhandlingskommissær havde opfyldt sine pligter, hvorefter han blev frifundet, i det første punkt dog kun "for videre Tiltale".

## Diplomat i Paris
I januar 1809 fik Waltersdorff afsked fra begge sine embeder, og i 1810 udnævntes han til overordentlig gesandt og befuldmægtiget minister ved det franske hof.
Når man undtager, at Waltersdorff ikke udmærkede sig på sin militære løbebane, hvor han også manglede praktisk uddannelse i alle mellem kadet og generalmajor liggende charger, fik han fra sine unge år lejlighed til at gøre sig fordelagtigt kendt i forskellige vanskelige ledende stillinger og blev, som ovenfor vist, kaldet til at optræde under flere særlig kritiske situationer. Han var en dannet, kundskabsrig og berejst mand med gode anlæg for diplomatiet og forstod at gøre sig afholdt. Som første teaterdirektør var han gennemgående mere velset end
forgængeren, i Paris var hans dinéer berømte, og på de højeste steder blev han ej heller glemt. Allerede 1801 blev han hvid ridder, i Frankrig udmærkedes han med Æreslegionens storkors, 1811 fik han prædikat af generalløjtnant, 1812 Dannebrogsmand og ved kongelig resolution af 3. juli 1819 blev han med sine mandlige descendenter optaget i den danske grevestand. Han ejede en overgang Kokkedal Slot (Nordsjælland).
Waltersdorff havde 11. maj 1787 ægtet Sara Heyliger Cortwrigth (d. 1839), en datter af en planter på St. Croix. Selv døde han 13. oktober 1820 i Paris, og hans eneste overlevende søn, Christian Cortwrigth von Waltersdorff, der havde været kammerjunker og kavaller ved gesandtskabet i Paris, døde 3. marts 1823 ugift i Lyon. Baggesen nærede meget venskab for Waltersdorff, skrev flere rimbreve til ham og nævner 1806 i et brev endog som den mand, han elsker højest i Danmark, "den ædle, den elskværdige, den fortræffelige General Walterstorff".
Han er begravet i Paris. Der findes portrætter i Stockholm og i familieeje i London. Buste af Albert Jacobson. Portrætteret på C.A. Lorentzens maleri af Frederik VI, som modtager den engelske parlamentær (Frederiksborgmuseet). Akvarel af B.G. Schlick af monument over ham. Stik af Gilles-Louis Chrétien. Litografi af Wilhelm Heuer.